# حزب البعث العربي التقدمي
حزب البعث العربي التقدمي (1993 - 2023) هو حزب سياسي أردني سابق، تأسس سنة 1993 وكان مقرّه في عمّان. كان شعار الحزب: «أمة عربية واحدة ذات رسالة خالدة» وهدف لتوحيد الأمة العربية سياسياً واقتصادياً عبر ترسيخ النظام الديمقراطي. وهدف محلياً لسيادة حكم القانون والدستور ورفع الاستغلال عن الشعب، وتحقيق الإصلاح السياسي والاقتصادي بما يخدم مصالح الشعب.
اُعلن عن حلّ الحزب بالإضافة لـ18 آخرين في 16 مايو 2023 استنادًا لأحكام قانون الأحزاب السياسية رقم (7) لسنة 2022، وذلك لعدم توفيق أوضاعه بعقد مؤتمر عام تتوافر فيه شروط المؤتمر التأسيسي.

## تاريخ الحزب
حزب البعث العربي التقدمي هو حزب سياسي ذو أيديولوجية «قومية - اشتراكية» ينشط رسمياً في الأردن منذ إلغاء قانون الطوارئ والسماح بتشكيل الأحزاب السياسية في بداية التسعينات من القرن الماضي علماً بأنه وجد فعليا في الأردن منذ خمسيسنيات القرن الماضي ولكن بصورة سرية في ظل وجود قانون الطوارئ وحظر الأحزاب السياسية.
ويعد حزب البعث العربي التقدمي هو القيادة القطرية للقطر العربي الأردني والامتداد لحزب البعث العربي الاشتراكي الحاكم في سورية منذ 8 آذار 1963 حتى 8 ديسمبر 2024.

## المشاركة في المؤتمر التأسيسي والمؤتمر القومي الأول
شارك عدد من البعثيين الأردنيين في المؤتمر التأسيسي لحزب البعث العربي الاشتراكي في 7 نيسان 1947 وكان من ضمن القيادة القومية الأولى للحزب في المؤتمر القومي الأول عام 1954 عضوا قيادة قومية من الأردن.

## الحزب على الساحة الأردنية نيابياً وسياسياً وشعبياً
للحزب على مر التاريخ وجود قوي في عدد من مجالس النواب الأردنية إذ لا يكاد يخلو أي مجلس نواب في تاريخ الأردن من وجود للنواب البعثيين وفي الوقت الحالي يوجد للحزب نائبة في صفوف مجلس النواب الأردني السابع عشر «عام 2013»: وهي النائبة «رُدينة العطي» وفي الدورة الماضية كانت العطي موجودة بالإضافة إلى النائب «طلال المعايطة».
شكل حزب البعث العربي التقدمي إلى جانب عدد من أحزاب المعارضة السياسية الأردنية ائتلاف «الأحزاب القومية واليسارية» وهي جبهة سياسية تطالب بالإصلاح السياسي والاقتصادي والاجتماعي في الأردن سلمياً تحت سقف الدولة وفي ظل قيادة الملك عبد الله الثاني ابن الحسين.
حالياً الحزب يعد من أقوى أحزاب المعارضة في الأردن كما أن له قاعدة شعبيه جيدة في أوساط الشعب الأردني في صفوف الشباب ووجهاء العشائر ومختلف قطاعات الشعب الأردني كما للحزب حضور لافت في مختلف الجامعات السورية بوجود عدد من الطلاب الأردنيين البعثيين هناك بمختلف التخصصات.

### دور الضباط البعثيين في تعريب الجيش العربي الأردني
كان للحزب وجود قوي ومؤثر بين العديد من ضباط الجيش وقياداته إذ كان لأمينه القطري الأسبق محمود المعايطة «أبو جهاد» والضابط سعيد السبع وعدد من الضباط البعثيين في صفوف الجيش العربي «الأردني» الذين شكلو «حركة الضباط الأحرار» دور كبير في تعريب الجيش من القيادة الإنجليزية أيام الملك حسين.

## تشكيلة الحزب
القيادة القطرية الحالية للحزب تتألف من 7 أعضاء وهم:
- فؤاد دبور «أمينا قطرياً»
- محمود البستنجي «رئيساً لمكتب التنظيم»
- محمد شريف حلاوة «أميناً قطرياً مساعداً»
- محمد العطي، محمود محيلان، معاذ المعايطة، محمد غريز.

### الفروع
1. فرع عمان
2. فرع الزرقاء
3. فرع إربد
4. فرع عجلون
5. فرع الكرك